# سمسون بایدو
سمسون بایدو (انگلیسی: Samson Baidoo؛ زادهٔ ۳۱ مارس ۲۰۰۴) بازیکن فوتبال اهل اتریش است.
وی همچنین در تیم‌های ملی فوتبال و اتریش بازی کرده‌است.